# Siechnice (gromada 1969–1972)
Siechnice (do ok. 1969 Radwanice) – dawna gromada, czyli najmniejsza jednostka podziału terytorialnego Polskiej Rzeczypospolitej Ludowej w latach 1954–1972.
Gromady, z gromadzkimi radami narodowymi (GRN) jako organami władzy najniższego stopnia na wsi, funkcjonowały od reformy reorganizującej administrację wiejską przeprowadzonej jesienią 1954 do momentu ich zniesienia z dniem 1 stycznia 1973, tym samym wypierając organizację gminną w latach 1954–1972.
Gromadę Siechnice z siedzibą GRN w Siechnicach (wówczas wsi) utworzono w powiecie wrocławskim w woj. wrocławskim ok. 1969 roku przez przeniesienie siedziby gromady Radwanice z Radwanic do Siechnic i zmianę nazwy jednostki na gromada Siechnice. Dla gromady ustalono 27 członków gromadzkiej rady narodowej. 
1 stycznia 1969 do gromady Siechnice włączono wieś Kotowice ze znoszonej gromady Groblice w powiecie oławskim w tymże województwie.
Gromada przetrwała do końca 1972 roku, czyli do kolejnej reformy gminnej. 1 stycznia 1973, na okres 37 lat, Siechnice utraciły funkcje administracyjne. Mimo że 1 stycznia 1997 otrzymały prawa miejskie, nie umieszczono w nich siedziby gminy Św. Katarzyna, która pozostała w Świętej Katarzynie. Dopiero 1 stycznia 2010 gminę przekształcono w gminę Siechnice.